# Karl Schweri
Karl Schweri, né le 31 mars 1917 à Koblenz et mort le 29 mai 2001 à Zurich, est un commerçant et homme d'affaires suisse. Il a dirigé Denner, une chaîne de magasins discount et il s'est aussi fait connaître pour le lancement d'initiatives fédérales en vue de libéraliser le commerce de détail en Suisse,. Il est connu pour avoir combattu les cartels de production.

## Biographie
Karl Schweri est né dans une famille modeste de la campagne argovienne. Son père était agriculteur et boucher. De 1931 à 1933, il est élève au Collège des bénédictins à Sarnen. Après une formation de droit, il effectue un stage chez son beau-père, Peter Conrad, avocat et notaire à Zurich. De 1941 à 1945, il occupe un premier emploi au Département militaire fédéral, il est chargé d'affaires juridiques pour l'armée suisse au commissariat central des guerres. Il prend ensuite la licence pour la Suisse d'un sous-produit du nylon, le Perlon, baptisé mirlon en Suisse et fonde Plabag SA. Avec cette entreprise, il fabrique et distribue des stylos à bille et d'autres produits dérivés du mirlon.  
Il a eu deux fils, Nicolas Schweri et René Schweri, deux filles, Eliane Borzatta-Schweri et Denise Gaydoul-Schweri. Denise Gaydoul-Schweri a eu un fils unique, Philippe Gaydoul.

## Activités économiques
Karl Schweri a lancé une chaîne de petits magasins, puis a racheté le groupe Denner, qu'il a développé dans le domaine du commerce de détail bon marché. Il a ensuite racheté  la chaîne Waro et les Jouets Weber.
En 1946, la société Import- und Grosshandel AG (IGA) rachète la société de magasins Denner. Karl Schweri est alors un actionnaire minoritaire d'IGA. En 1951, Karl Schweri prend le contrôle d'IGA. En 1962, l'entreprise Denner ouvre son premier supermarché et en 1967, son premier discount. L'entreprise de Karl Schweri va faire fortune grâce au système du discount, soit des magasins de taille moyenne, comprenant un nombre restreint de produits, vendus très bon marché. L'un des grands succès de Karl Schweri et de Denner est dû en grande partie à son combat contre le cartel des producteurs et importateurs, appelé Promarca, qui imposait des marges et ses prix aux revendeurs. Karl Schweri chercha à contourner le cartel, notamment en se fournissant directement à l'étranger. En contournant Promarca, Karl Schweri ouvre son premier magasin d'alimentation discount en 1967. Dès lors, il va se concentrer sur ce concept, les magasins alimentaires discount.
Le développement de la chaîne de magasins discount va s'effectuer rapidement, ainsi, si on considère que le premier magasin est ouvert en 1967 à Zurich, le 100e est ouvert en 1973 à Mendrisio.
Karl Schweri a remis la direction de son entreprise à son petit-fils Philippe Gaydoul en 2000.

## Politique
À partir de 1972 et jusqu'en 2001, Karl Schweri va lancer six initiatives fédérales, toutes rejetées en votation, ainsi que quatre référendums, tous acceptés. Il a en particulier combattu les cartels de production.